# Yunnanilus niger
Yunnanilus niger е вид лъчеперка от семейство Nemacheilidae. Видът е уязвим и сериозно застрашен от изчезване.

## Разпространение
Разпространен е в Китай.

## Описание
На дължина достигат до 6,3 cm.